# Onslaught (película)
Onslaught es una próxima película de suspenso, terror y acción estadounidense dirigida por Adam Wingard y escrita por Wingard y Simon Barrett y protagonizada por Adria Arjona, Dan Stevens, Alex Pereira, Michael Biehn, Drew Starkey, Rebecca Hall, Eric Wareheim y Reginald VelJohnson.

## Reparto
- Adria Arjona
- Dan Stevens
- Alex Pereira
- Michael Biehn
- Drew Starkey
- Rebecca Hall
- Eric Wareheim
- Reginald VelJohnson

## Producción
La película está escrita por Adam Wingard y Simon Barrett, con Wingard como director. Aaron Ryder y Andrew Swett producirán a través de Ryder Picture Company junto a A24 y Alexander Black para Lyrical Media. Wingard y Jeremy Platt también producirán Breakaway Civilization, junto con Barrett. Adria Arjona será la protagonista y productora ejecutiva, Wingard y Dan Stevens decidieron colaborar juntos en su tercera película. En noviembre, Alex Pereira y Michael Biehn se unieron al elenco de la película. En diciembre, Drew Starkey se unió al elenco. En enero de 2025, Rebecca Hall, Eric Wareheim y Reginald VelJohnson se unieron al elenco.
El rodaje comenzó en noviembre de 2024, en Nuevo México.